# Heliodoro Garcia
Heliodoro Garcia (Estoril, 1919. december 20. – 2002. szeptember 24.) portugál nemzetközi labdarúgó-játékvezető.

## Pályafutása

### Nemzetközi játékvezetés
A Portugál labdarúgó-szövetség Játékvezető Bizottsága (JB) 1965-ben terjesztette fel nemzetközi játékvezetőnek, a Nemzetközi Labdarúgó-szövetség (FIFA) bíróinak keretébe. Több nemzetek közötti válogatott és klubmérkőzést vezetett vagy működő társának segített partbíróként. A portugál nemzetközi játékvezetők rangsorában, a világbajnokság-Európa-bajnokság sorrendjében többedmagával a 14. helyet foglalja el 2 találkozó szolgálatával. Az aktív nemzetközi játékvezetéstől 1970-ben búcsúzott.

#### Világbajnokság
A világbajnoki döntőhöz vezető úton Mexikóba a IX., az 1970-es labdarúgó-világbajnokságra a FIFA JB bíróként alkalmazta. Világbajnokságon vezetett mérkőzéseinek száma: 1.
| Időpont            | Helyszín                          | Mérkőzés típusa           | Mérkőzés              | Eredmény | Nézők száma |
| ------------------ | --------------------------------- | ------------------------- | --------------------- | -------- | ----------- |
| 1968. december 11. | Santiago Bernabéu Stadion, Madrid | előselejtező (6. csoport) | Spanyolország–Belgium | 1 : 1    | 11 906      |